# Sede titolare di Saccea
Saccea (in latino Titulus Saccaeotenus) è una sede titolare soppressa della Chiesa cattolica.

## Storia
La città di Shaqqa, nel governatorato di As-Suwayda in Siria, è identificata con l'antica Saccea (Sakkaia), che sul finire del III secolo fu elevata al rango di città con il nome di Massimianopoli, documentata dal IV secolo come sede vescovile del patriarcato di Antiochia.
Agli inizi del Novecento era convinzione che Saccea e Massimianopoli fossero due località distinte, poiché Massimianopoli veniva identificata con Sheikh Miskin (o Al-Shaykh Maskin) nel governatorato di Dar'a. Saccea, benché non menzionata nell'unica Notitia Episcopatuum nota del patriarcato antiocheno, fu considerata sede di un'antica diocesi, di cui erano noti alcuni vescovi grazie alle scoperte epigrafiche.
Nella revisione dell'Index sedium titularium della Chiesa cattolica nel 1933 furono inserite entrambe le sedi titolari, quella di Saccea e quella di Massimianopoli di Arabia, nonostante facessero ambedue riferimento, in realtà, alla medesima diocesi antica. Il titolo è stato assegnato a due soli vescovi: Dominique Hoàng-van-Doàn, vicario apostolico di Bắc Ninh in Vietnam; e Joseph Lawrence Wilhelm, vescovo ausiliare di Calgary in Canada. Nel 2010 è stata soppressa a favore della sola sede di Massimianopoli di Arabia.

## Cronotassi dei vescovi titolari
- Dominique Hoàng Văn Đoàn, O.P. † (12 marzo 1950 - 18 gennaio 1963 nominato vescovo di Quy Nhơn)
- Joseph Lawrence Wilhelm † (25 giugno 1963 - 14 dicembre 1966 nominato arcivescovo di Kingston)